# Westchester Knicks
O Westchester Knicks é um time de basquete profissional norte-americano da NBA Development League e é uma filial do New York Knicks. Com sede no Condado de Westchester, o Westchester Knicks manda seus jogos no Westchester County Center, em White Plains, Nova York.
O Westchester Knicks foi a sétima equipe da D-League a ser uma filial de um time da NBA, substituindo o Erie BayHawks como a filial do Knicks na D-League.
O Knicks tinha em pauta cinco nomes possíveis para nova franquia: New York 914s, New York 'Bockers, New York Plainsmen, New York Empire, e New York Hutch. Em 14 de maio de 2014, o nome e a logotipo do time foram anunciados, além de manter o "Knicks", nome do clube matriz, também foi incorporado o logotipo original "Father Knickerbocker"(desenhado por Willard Mullin), que esteve em uso pelo Knicks desde sua fundação em 1946 até 1964.

## História

### Temporada 2014-15
Em 03 de setembro de 2014 Westchester adquiriu 16 jogadores no Draft de Expansão da NBA Development League de 2014. Em 13 de outubro, Kevin Whitted foi nomeado como o primeiro treinador do Westchester. Em 1 de novembro, no NBA D-League Draft de 2014, o Westchester Knicks seis escolhas no seu draft inaugural. Em 16 de novembro, eles fizeram sua estréia na temporada regular em uma derrota por 84-91 contra o Oklahoma City Blue.  Três dias depois, eles fizeram sua estréia em casa, perdendo novamente, desta vez contra a Canton Charge por 84-88. Sua primeira vitória veio em 21 de novembro, contra a Grand Rapids Drive em seu terceiro jogo, que eles ganharam por 97-83 em casa.
Em 7 de janeiro de 2015, Langston Galloway assinou um contrato de 10 dias com o New York Knicks, tornando-se o primeiro jogador do Westchester a ser convocado para a NBA.
Em 30 de Março de 2015, o Westchester Knicks anunciou via Twitter que treinador Kevin Whitted foi demitido das suas funções e que o assistente-técnico Craig Hodges serviria como técnico interino para a última semana da temporada 2014-15.

### Temporada 2015-16
Em 07 de outubro de 2015, o Westchester Knicks contratou Mike Miller para ser seu treinador.Anteriormente, ele serviu como um assistente técnico para Austin Toros.

## Temporadas
| Westchester Knicks      |                         |                         |    |    |      |                                                |
| 2014–15                 | Atlântico               | 5ª                      | 10 | 40 | .200 |                                                |
| 2015–16                 | Atlântico               | 2ª                      | 28 | 22 | .560 | 1ª Rodada: Perdeu para o Sioux Falls por (0-2) |
| Temporada Regular Total | Temporada Regular Total | Temporada Regular Total | 38 | 62 | .380 |                                                |
| Playoffs Total          | Playoffs Total          | Playoffs Total          | 0  | 2  | .000 |                                                |